# Halvány köviveréb
A halvány köviveréb (Carpospiza brachydactyla)  a madarak osztályának verébalakúak (Passeriformes)  rendjébe és a verébfélék (Passeridae) családjába tartozó Carpospiza nem egyetlen faja.

## Rendszerezése
A fajt Charles Lucien Jules Laurent Bonaparte francia ornitológus írta le 1850-ben, a Petronia nembe Petronia brachydactyla néven.

## Előfordulása
Afganisztán, Azerbajdzsán, Bahrein, Ciprus, Dzsibuti, az Egyesült Arab Emírségek, Egyiptom, Eritrea, Etiópia, Grúzia, Irán, Irak, Izrael, Jemen, Jordánia, Katar, Kuvait, Libanon, Omán, Oroszország, Örményország, Pakisztán, Szaúd-Arábia, Szudán, Szíria, Törökország és Türkmenisztán területén honos.	
Természetes élőhelyei a szubtrópusi és trópusi gyepek és sivatag, sziklás környezetben. Vonuló faj.

## Megjelenése
Testhossza 15 centiméter, testtömege 21-25 gramm.

## Természetvédelmi helyzete
Az elterjedési területe rendkívül nagy, egyedszáma pedig stabil. A Természetvédelmi Világszövetség Vörös listáján nem fenyegetett fajként szerepel.